# Coprosma strigulosa
Coprosma strigulosa är en måreväxtart som beskrevs av Carl Karl Adolf Georg Lauterbach. Coprosma strigulosa ingår i släktet Coprosma och familjen måreväxter.
Artens utbredningsområde är Samoa. Inga underarter finns listade i Catalogue of Life.